# Заставе немачких држава
Све немачке државе имају Landesflagge (заставу државе). Заставе немачких држава обично имају две верзије: Прва верзија (једноставна пругаста застава) се користи као грађанска застава. Друга верзија садржи грб владе, позната као Dientsflagge. Неке државе имају посебне заставе. Заставе се често користе у вертикалним варијантама. Ове заставе се користе за многе посебне државне дане, као за Дан Европе или Дан Немачког Јединства. Прва држава да адаптира заставу је била Хамбург (1834), а последње Бранденбург,  Мекленбург, Саксонија, Саксонија-Анхалт и Тирингија.
- Баден-Виртемберг (од 1953)
- Баварска (од 1949)
- Берлин (од 1954)
- Бранденбург (од 1991)
- Бремен (од 1952)
- Хамбург (од 1834)
- Хесен (од 1948)
- Доња Саксонија (од 1951)
- Мекленбург (од 1991)
- Северна Рајна-Вестфалија (од 1953)
- Рајна-Палатинат (од 1948)
- Сарланд (од 1957)
- Саксонија (од 1991)
- Саксонија-Анхалт (од 1991)
- Шлезвиг-Холштајн (од 1948)
- Тирингија (од 1991)